# Petru Podelean
Petru Podelean (n. 1870, Bejan, județul Hunedoara – d. 1946) a fost un deputat în Marea Adunare Națională de la Alba Iulia , organismul legislativ reprezentativ al „tuturor românilor din Transilvania, Banat și Țara Ungurească”, cel care a adoptat hotărârea privind Unirea Transilvaniei cu România, la 1 decembrie 1918 :p. 219.

## Biografie
A făcut școala primară din satul natal, Bejan, din județul Hunedoara :p. 219.

## Activitatea politică
Ca deputat în Adunarea Națională din 1 decembrie 1918, Petru Podelean a fost delegat al Cercului electoral Deva :p. 219.